# 결정 구조

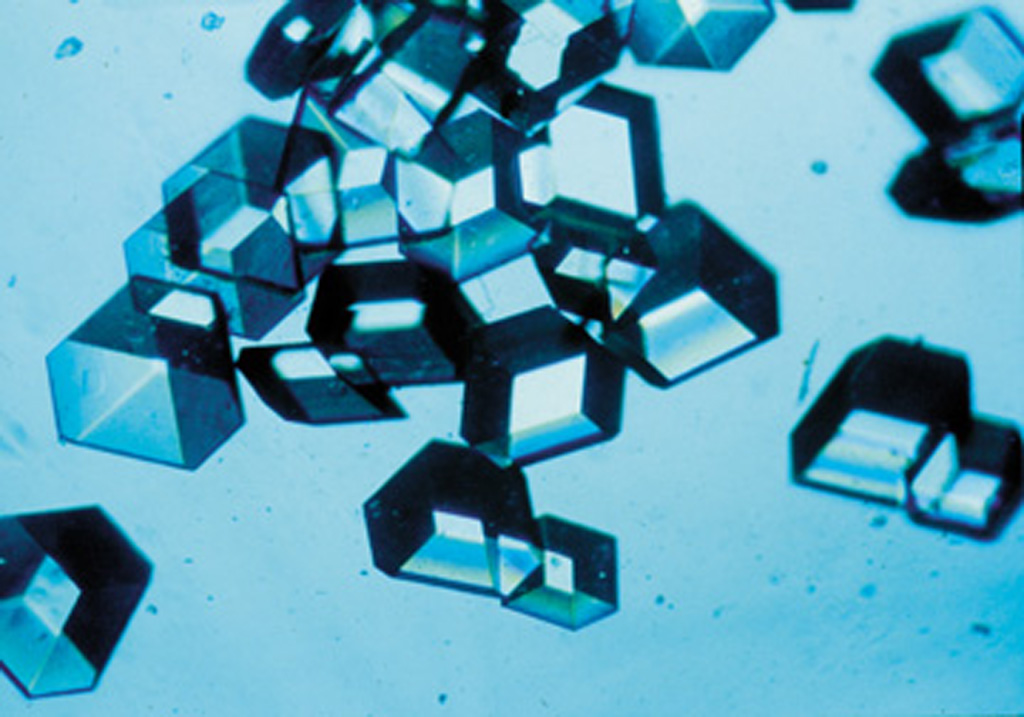
인슐린 결정.

광물학과 결정학에서 결정 구조(結晶構造)는 결정 안에 있는 원자들의 독특한 배열이다.
특별한 방법으로 배열되어 있는 원자들의 한 세트와 격자로 구성되어 있다. 특색들은 3차원에서 주기적으로 반복되는 점들을 배열시킨 격자의 위에 위치해 있다. 그 점들은 단위 정(unit cell)이라고 부르는 아주 작은 상자와 동일한 형태로 생각된다. 단위정의 테두리의 길이와 그것들 사이의 그 각은 격자 변수(lattice parameters)라고 부른다. 결정의 대칭성은 그것의 공간 모임으로 구체적으로 표현한다. 결정의 구조와 대칭성은 벽개성과 전자의 밴드 구조와 시각적인 성질과 같은 많은 그것의 성질들을 결정하는 역할을 한다.

## 개요
결정이 규칙적인 모양을 하고 있는 것은 그것을 이루고 있는 입자(원자－분자－이온)가 규칙적으로 배열되어 있기 때문이다.  지금 이 입자가 각각 크기가 같은 구체라 가정하고, 그 배열 방법을 생각해 보자. 공간에 빈틈없이 배열하는 데에는 위그림[추가요망 또는 수정 요청]과 같이 두 가지 방법이 있다. 그림의 A와 B를 비교하면 B쪽이 더 빽빽히 배열되어 있다. 그래서 B와 같이 배열하여 첫번째 층을 a, 두번째 층을 b라고 하자. 그 위에 세번째 층을 만드는데, 이때도 배열 방법에는 두 가지가 있다. 즉, 세번째 층의 구체가 첫번째 층의 구체의 바로 위에 겹치도록 배열하는 경우와 겹치지 않도록 배열하는 경우가 그것이다. 겹치게 배열한 경우를 육방 밀집 구조라고 하는데, 이것은 육방 정계의 구조가 된다. 또, 겹치지 않도록 배열한 경우를 입방 밀집 구조라고 하는데, 이것은 등방 정계의 구조가 된다.  금속의 결정 중에서 금·은·구리·알루미늄 등은 입방 밀집 구조를 취하고, 마그네슘·아연 등은 육방 밀집 구조를 취하고 있다. 나트륨이나 칼륨은 정육면체의 8개의 모서리와 중심에 구체가 있는 체심 입방 구조를 취하고 있는데, 이것은 입방 밀집 구조에 비해서 틈이 좀더 벌어져 있다. 입방 밀집 구조를 비스듬히 옆으로 누이면 정육면체의 각면의 중심에 구체가 하나씩 들어간 면심 입방 구조가 된다.  이와 같이, 구체가 일정한 규칙에 따라 입체적으로 배열된 것을 공간 구조라고 한다. 공간 구조의 종류는 14종인데, 등축 정계에는 단순 입방 구조, 면심 입방 구조, 체심 입방 구조의 3종류, 육방 정계에는 육방 밀집 구조가 있다. 이 밖에 정방 정계에는 체심 정방 구조 외에 1종, 사방 정계에는 면심 사방 구조 외에 3종, 단사 정계에는 2종, 삼사 정계·마름모 정계에 각각 1종의 구조가 존재한다.

## 결정 구조의 분류
결정구조는 단위 격자(단위구조)와 결정격자로 분류된다. 단위구조란 결정내에의 반복적인 구조의 단위로 결정을 구성하는 격자내에서의 원자 또는 분자의 배열양식이다. 즉, 결정은 3차원주기함수로 1주기가 단위격자구조이다. 실제의 결정에서 결정격자를 구성하는 실격자벡터는 직각으로 교차하는 단위벡터 이외 경우도 있어 결정격자라는 7종류의 결정계에 속한다.

### 단위 격자
단위 격자(unit cell)란 각각의 자신을 평행이동시킨 것에서 결정을 표현하는 것이 가능한 최소단위이다. 단위격자 중에 격자점이 정점을 단순 단위 격자(simple unit cell)라고 하고, 반대로 쓸데 없는 간격이 가장 적은 것을 최대 충전 구조라 한다

### 단위 정 (격자 구조)
결정의 격자구조에 관한 것으로 단순입방구조(primitive cubic ; pc 또는 simple cubic ; sc), 면심입방구조(face centered cubic ; fcc), 체심입방구조(body centered cubic ; bcc), 육방밀집구조(hexagonal cubic ; hc) 등이 있으며 x-ray diffraction 실험을 통해 얻은 격자 면간거리를 분석하여 구조를 알아낼 수 있다.
금속 결정에서 다음과 같은 형태의 구조가 보이며, 이온 결정은 기본 격자 구조와 다른 전하를 띠는 입자가 틈새자리에 들어가 있는 형태이다.

단순 입방 (P)
체심 입방 (I)
면심 입방 (F)

## 같이 보기
- 결정계
- 브라베 격자
- 공간군
- 밀러 지수
- 공유 결정
- 결정결함